# アオムシサムライコマユバチ
アオムシサムライコマユバチ (青虫侍小繭蜂、Cotesia glomerata) は、モンシロチョウなどに寄生するコマユバチ科の内部寄生性の多寄生蜂である。

## 概要
この寄生蜂は、モンシロチョウの幼虫の体内に約80個の卵を産卵する。産卵後約14日で、アオムシサムライコマユバチの幼虫は寄主の体を食い破り、繭を作って蛹化する。蛹化後約7日で成虫が羽化する。性決定は他の多くのハチと同じく半数倍数性であり、受精卵（2n）からはメスが、未受精卵(n）からはオスが生まれる。

## 生活環

### 寄主探索
キャベツなどのアブラナ科植物は、モンシロチョウの幼虫に加害されると特徴的な揮発性の化学物質を放出する。この物質はアロモンと言われ、アオムシコマユバチのメスは、このアロモンを頼りに飛来する。その後、触角で葉をドラミングすることで、モンシロチョウの幼虫の居場所を突き止める。

### 寄生との関係

#### 寄生制御物質
メス蜂が産卵する時に、寄主制御物質として毒液、polydnavirus（ポリドナウイルス）、卵巣タンパク質を卵と共に寄主に注入する。モンシロチョウの幼虫は、免疫系として、フェノールオキシダーゼによる液性免疫と血球による細胞性免疫を有しているが、これらは、寄主制御物質により抑制される。このため、寄生蜂の卵及び孵化した幼虫は、異物と認識される事がなく、寄主体内で生育が可能となっている。

#### 寄生蜂の幼虫の生活
寄主体内に産卵された後、3日ほどでアオムシサムライコマユバチの1令幼虫が孵化する。孵化する際に、卵の漿膜由来の細胞が寄主体内にばらまかれ、この細胞をテラトサイトと呼ぶ。寄生蜂の幼虫は、寄主の体液を吸収して生育しており、親蜂の注入した物質やテラトサイトがその補助を行っている。ただし、テラトサイトの機能については、寄生蜂の種ごとに様々な機能が報告されており、研究が進んでいる途中である。アオムシサムライコマユバチは、一度脱皮をし、寄生後約14日で、80匹が一斉に寄主表皮を食い破って外部に出てくる。この時に、最後の脱皮をしながら出てきて、寄主の上で繭を形成する。

## 天敵
当種の蛹に対する高次寄生蜂としてアオムシコバチが存在する。